# Томас Ґордон
Томас Ґордон (англ. Thomas Gordon; пом. 1720) — львівський купець, Міський райця (1690—1720), бурмистр Львова (1693, 1695, 1699, 1708) та війт (1698, 1704, 1711).

## Життєпис
Шотландець за походженням, народився в містечку Сауфтон під Единбургом (Saughton). 1684 року прийнятий до міського громадянства за рекомендацією Яна Убальдіні та Альбрета Купінського. У 1672—1682 роках був членом Колегії Сорока мужів, пізніше міським райцею. 
Мешкав у кам'яниці на площі Ринок, 24. В 1707 у Томаса Ґордона гостював московський цар Петро І, який приїздив до Львова на переговори з шляхтою Речі Посполитої
В 1708 — бурмістр міста, керував відбудовою верхівки львівської ратуші, зруйнованої ударом блискавки.

## Сім'я
- Дружина: Констанція Ціверт (лат. Constantia Zywert)
- Син: Александер Ґордон, райця (1721—1727) і бурмистр Львова (1723)
- двоюрідний брат Томас Ґордон, теж львівський міщанин, прийнятий до міського громадянства в 1665 р., (пом. 1697). Син останнього від Констанції Кудлич, Томас, був членом Колегії Сорока мужів (1701—1704) та лавником (1704—1727)